# Wacław Cybulski
Wacław Bolesław Cybulski (ur. 6 października 1901 w Warszawie, zm. 21 lub 31 marca 1973 w Mikołowie) – polski chemik, inżynier górnictwa. 

## Życiorys
Urodził się w rodzinie Stefana (zm. 1946) i Kamilli z Filipowskich (zm. 1934). Ukończył Gimnazjum Emiliana Konopczyńskiego w Warszawie. Jako ochotnik uczestniczył w wojnie polsko-bolszewickiej i III powstaniu śląskim. W 1925 ukończył studia na Wydziale Chemicznym Politechniki Warszawskiej, uzyskując dyplom inżyniera chemika. Od 1925 związany z Kopalnią Doświadczalną „Barbara” w Mikołowie. Doktoryzował się w 1937 na AGH pisząc pracę pt. Badania nad zjawiskiem deflagracji polskich materiałów wybuchowych amonowo-saletrzanych powietrznych w warunkach górniczej roboty strzelniczej.
W czasie II wojny światowej, w styczniu 1940, dotarł do Wojska Polskiego we Francji (24 pułku ułanów), a następnie po upadku Francji, do Wielkiej Brytanii, gdzie do końca wojny służył w wojsku. W 1942 został odkomenderowany do Zakładu Naukowo-Badawczego w Buxton, gdzie pracował nad materiałami wybuchowymi.
W 1946 powrócił do kraju i objął stanowisko dyrektora Kopalni Doświadczalnej „Barbara”. W 1947 habilitował się na AGH. Profesorem nadzwyczajnym został w 1954, w 1970 był już profesorem zwyczajnym. Wykładał na Politechnice Śląskiej, oraz Akademii Górniczo-Hutniczej im. Stanisława Staszica w Krakowie. Od 1964 był członkiem korespondentem Polskiej Akademii Nauk, w poczet członków rzeczywistych tej instytucji został przyjęty w 1971.
Ogłosił w czasopismach krajowych i zagranicznych 150 prac naukowych oraz wydał książki: Strzelanie elektryczne w górnictwie (1970, z Pawłem Krzystolikiem), Górnicze środki strzelnicze (1972) i Wybuchy pyłu węglowego i ich zwalczanie (1973, została wydana także w języku angielskim).
Ojciec Krzysztofa, który w latach 2004–2018 kierował Kopalnią Doświadczalną „Barbara”.
Zmarł w marcu 1973 w Mikołowie, pochowany w grobie rodziny Cybulskich na cmentarzu Powązkowskim w Warszawie (kwatera 24-6-9).

## Ordery i odznaczenia
- Order Sztandaru Pracy I klasy
- Krzyż Komandorski z Gwiazdą Orderu Odrodzenia Polski
- Order Sztandaru Pracy II klasy
- Krzyż Kawalerski Orderu Odrodzenia Polski (1933)[10]

- Złoty Krzyż Zasługi (28 listopada 1949)[11]
- Śląski Krzyż Powstańczy (1958)
- Medal Zwycięstwa i Wolności 1945

- Medal 10-lecia Polski Ludowej
- Odznaka tytułu honorowego „Zasłużony Górnik PRL”
- Złota Odznaka „Racjonalizator Produkcji”

Źródło:.

## Nagrody
- Państwowa Nagroda Naukowa II stopnia w dziale nauk technicznych za prace w dziedzinie bezpieczeństwa w kopalniach, w szczególności za opisane w książce pt. Badania nad hamowaniem wybuchów pyłu węglowego zaporami z pyłu kamiennego (1950)[12]
- Nagroda Państwowa II stopnia (zespołowa) (1964)

## Upamiętnienie
Od 29 listopada 1978 jego imię nosiła Zasadnicza Szkoła Górnicza w Łaziskach Górnych (dzisiejszy Zespół Szkół Energetycznych i Usługowych).
W 1989 Komitet Termodynamiki i Spalania Polskiej Akademii Nauk w Warszawie ustanowił medal im. profesora Wacława Cybulskiego. Nadawany jest wybitnym naukowcom i instytucjom zajmującym się problemami wybuchów pyłów.
W 1997 powstała Fundacja pod nazwą: „Bezpieczne Górnictwo imienia profesora Wacława Cybulskiego”. Celem fundacji jest wspieranie działań zmierzających do osiągania przez polskie górnictwo światowych standardów w bezpieczeństwie pracy.
Jego syn, Krzysztof napisał o nim książkę.